# Gravure (microfabrication)
Pour les articles homonymes, voir Gravure (homonymie).
La gravure (aussi appelée parfois par son nom anglophone, etching) est un procédé utilisé en microfabrication, qui consiste à retirer une ou plusieurs couches de matériaux à la surface d'un wafer. La gravure est une étape critique, extrêmement importante, lors de la fabrication d'éléments de microélectronique, chaque wafer pouvant subir de nombreuses étapes de gravure.

## Détermination des zones à graver
Pour chaque étape de gravure, une partie du wafer est protégée de la gravure par une couche protectrice qui résiste à cette gravure. C'est à travers cette couche protectrice, qui a la forme de l'image que l'on souhaite imprimer sur le substrat, que le matériau sera gravé.

### Photolithographie
La majorité du temps, la couche protectrice est une résine photosensible (« photorésist » de l'anglais photoresist, appelée aussi plus rarement « photorésine ») qui a été déposée en utilisant des techniques utilisées en photolithographie.
Concrètement, après déposition de la résine par enduction centrifuge (spin coating), la résine photosensible est exposée à travers un masque (qui représente le motif à graver sur le substrat) à un rayonnement lumineux (ultraviolet en général, qui permet de descendre dans les meilleurs cas à une échelle de 45 nm, rayons X pour descendre à une plus petite échelle).

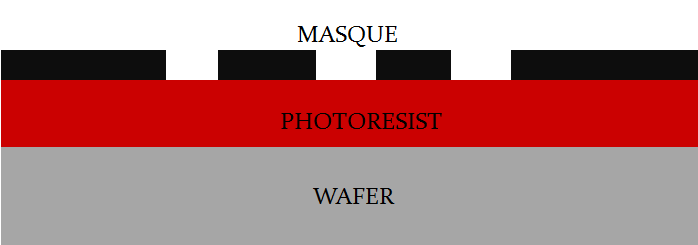
Photolithographie de contact : le wafer recouvert de photorésist est surmonté d'un masque à travers lequel la résine va être irradiée

Cette exposition au rayonnement lumineux change la nature chimique de la résine, la rendant soluble (résine « positive ») ou insoluble (résine « négative ») dans le développeur.

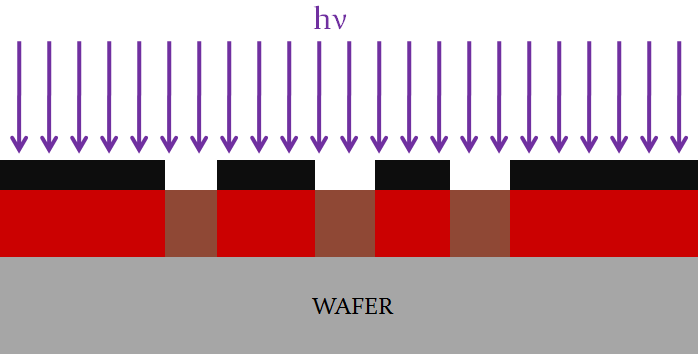
Photolithographie de contact : exposition à une radiation lumineuse

Une fois l'exposition terminée, le substrat est plongé dans un liquide, le développeur, qui va dissoudre les régions qui ont été exposées (lithographie positive) ou non exposées (lithographie négative), laissant des zones du substrat sans protection, et donc sensibles à la gravure.

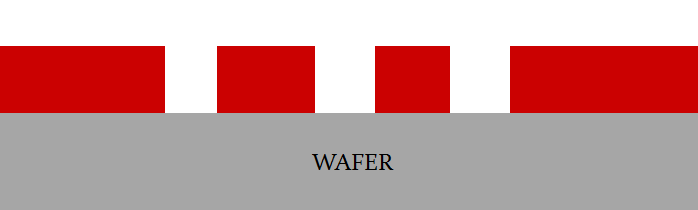
Wafer recouvert de photorésist développé

### Lithographie à faisceau d'électrons
Il s'agit peu ou prou du même principe que la photolithographie. Cette fois-ci, les régions où la couche protectrice est retirée sont directement "dessinées" par un faisceau d'électrons appliqués à la surface.

### Masque
Dans d'autres cas, il peut s'agir d'un masque plus résistant et durable, comme du nitrure de silicium. Dans ce cas le masque est directement appliqué sur le wafer.

## Gravure
Il existe plusieurs types de gravure, chacun ayant ses propriétés — avantages et inconvénients — spécifiques. Les différents types de gravures peuvent être classées en deux grandes familles : les gravures « chimiques » et les gravures « physiques ».

### Gravures «chimiques»

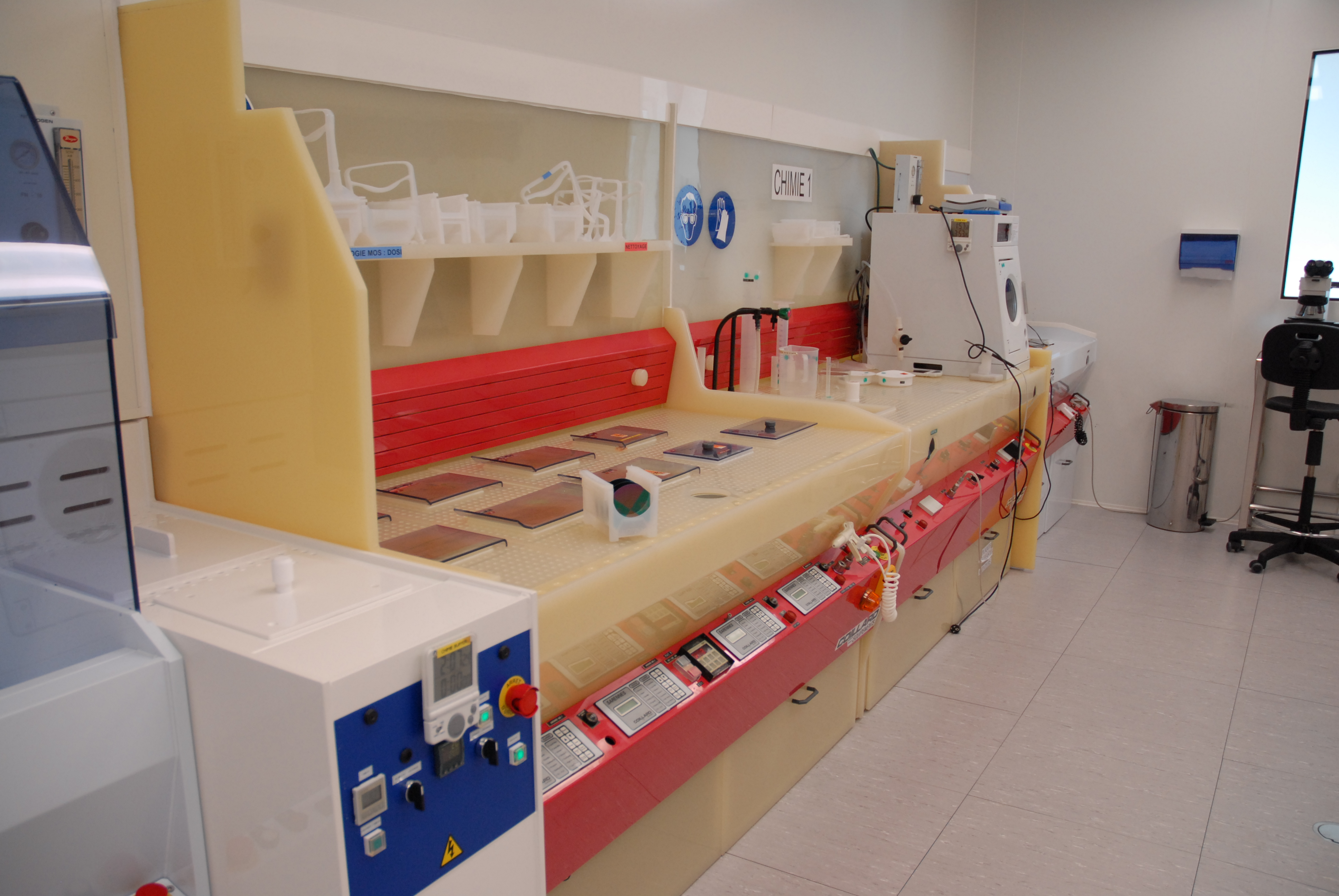
Cuves utilisées pour le nettoyage par mélange piranha, l'acide fluorhydrique ou RCA pour des wafers de 4 pouces, au LAAS de Toulouse.

La principale technique de gravure chimique est la technique dite de « gravure chimique humide » (chemical wet etching).
Le substrat (en partie protégé) est plongé dans une solution qui va attaquer chimiquement la surface du wafer non protégée.
Le réactif chimique employé est généralement un acide adapté au matériau du substrat. Par exemple, l'acide fluorhydrique (HF) est utilisé pour la gravure du silicium (de moins en moins utilisé en laboratoire à cause de la dangerosité de l'acide fluorhydrique), tandis que l'acide chlorhydrique (HCL) est préféré pour l'arséniure de gallium (GaAs) (l'ion chlorure réagit fortement avec le gallium) ou que l'acide citrique (gravure plus faible). Une autre technique de gravure du silicium avec une base repose sur l'utilisation d'une solution concentrée d'hydroxyde de potassium (KOH), chauffée entre 50 °C et 80 °C.
Cette technique présente plusieurs avantages :
- elle est relativement facile à mettre en œuvre, et peut être facilement industrialisée ;
- le taux de gravure (etch rate) est particulièrement élevé, ce qui rend la gravure rapide, et permet ainsi d'éviter de détruire la couche protectrice, et donc de graver les zones que l'on ne souhaite pas graver ;
- elle présente une bonne sélectivité des matériaux: dans le cas des substrats composés de différentes couches, ce qui est souvent le cas, une gravure chimique aura tendance à ne réagir qu'avec certaines couches. Par exemple dans le cas d'un substrat composé d'une couche d'arséniure de gallium et d'une d'arséniure d'aluminium, l'acide chlorhydrique aura tendance à n'attaquer que la couche d'arséniure de gallium.

Elle présente par contre un inconvénient majeur: cette gravure est fortement isotrope, c'est-à-dire que l'acide va attaquer le substrat dans toutes les directions, donnant un profil de gravure presque semi-sphérique.

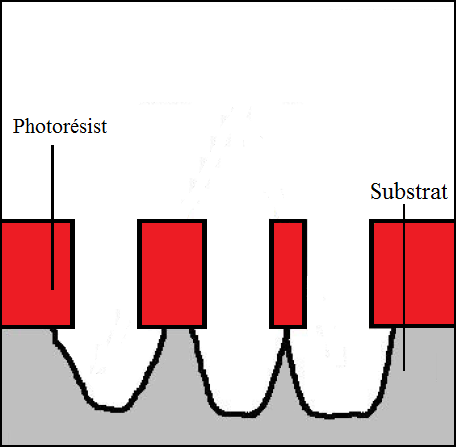
Profil de gravure de type « chimique humide ». La gravure est profondément isotrope.

Cette isotropie provoque des problèmes à très petite échelle (<50 nm) : si les zones à graver sont trop proches les unes des autres, il est courant que, non seulement ces zones soient gravées, mais aussi les espaces interstitiels qui ne le devraient pas.

### Gravures «physiques»
Les gravures physiques (ou sèches) ont été développées pour pallier ce problème. Elle repose pour l'essentiel sur le bombardement de la surface à graver par des ions, ces ions étant généralement issus d'un plasma.

#### Gravure au plasma
Le substrat (partiellement protégé) est placé dans une chambre où l'on va faire le vide. Cette chambre est munie de deux électrodes horizontales et parallèles, l'électrode inférieure servant de plateau pour le substrat. Une fois que le vide dans la chambre a été fait, un gaz est introduit : dioxygène (O2), argon (Ar), puis un fort champ électrique (une centaine ou plus de volts par mètre) en radiofréquence est appliqué à l'électrode inférieure, générant dans la chambre un plasma, c'est-à-dire un gaz en partie ionisé (certains électrons des molécules de gaz ont été arrachés par le champ électrique, ionisant celles-ci).
Le substrat subit alors un bombardement d'ions qui va désagréger celui-ci.

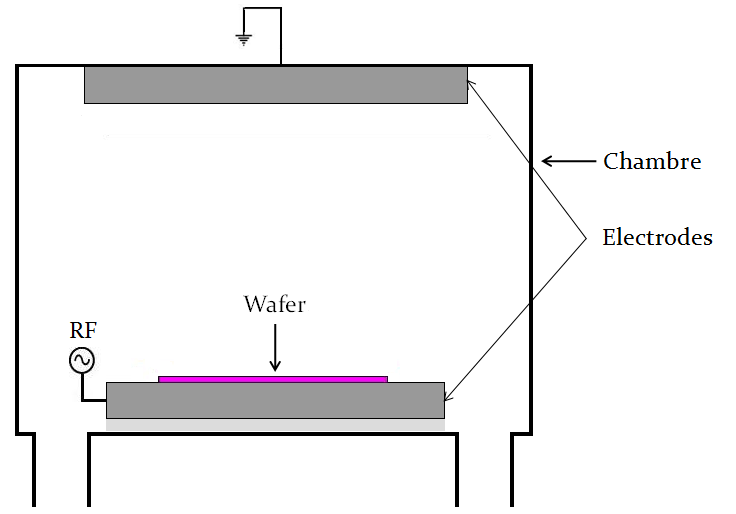
schéma d'un chambre utilisée pour la gravure au plasma

Cette technique présente l'avantage d'une forte anisotropie de la gravure: la frontière entre les zones gravées et non gravées sera la plupart du temps rectiligne et verticale.

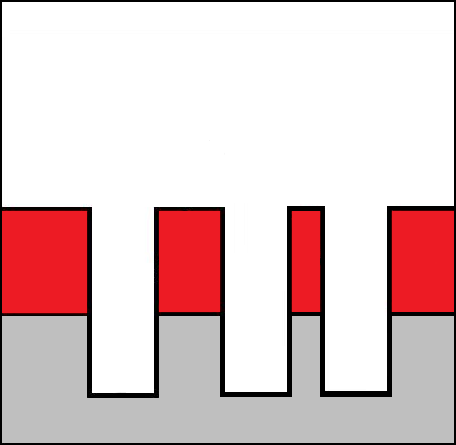
Profil de gravure type plasma

Cependant elle présente de nombreux inconvénients :
- La mise en œuvre est beaucoup plus difficile que pour une gravure chimique humide, et difficilement utilisable dans l'industrie.
- Le taux de gravure est relativement faible, ce qui allonge le processus de gravure, et donc augmente les chances de détruire la couche protectrice.
- La gravure physique n'a aucune sélectivité
- Enfin, le bombardement d'ions endommage fortement la surface, réduisant ses caractéristiques électriques (il est toutefois possible dans le cas du silicium de faire « recuire » celui-ci (annealing), reformant ainsi le réseau cristallin, mais il est impossible de le faire pour des semi-conducteurs composites, qui se dissocient à température élevée).

#### Gravure ionique réactive
La gravure ionique réactive (souvent désignée par son acronyme anglais RIE pour Reactive Ion Etching) est une technique dérivée de la gravure au plasma. C'est aussi une technique de gravure fortement physique (gravure au plasma) à laquelle on ajoute une gravure chimique sèche.
Concrètement la mise en œuvre est similaire à la gravure au plasma, du moins pour sa forme la plus simple (système à plaques parallèles) : dans une chambre munie de deux électrodes on fait le vide, puis on injecte un gaz qui sera ionisé, bombardant la surface du substrat. Cependant à ce gaz relativement inerte (chimiquement), on ajoute un gaz fortement réactif : en général un dérivé du fluor (hexafluorure de soufre (SF6), tétrafluorure de carbone (CF4), ...) pour des substrats en silicium ou du chlore pour les substrats en arséniure de gallium (trichlorure de bore (BCl3), dichlore (Cl2), tétrachlorure de silicium (SiCl4), ...).
Ce gaz réactif ionisé va être transporté vers le substrat (par une différence de potentiel dans la chambre auto-créée dans un système à plaques parallèles, un autre champ électrique dans un système à triode, voire un champ magnétique dans un système à torche à plasma) et réagir chimiquement avec la surface de celui-ci, formant un composé volatil.
Cette technique ajoute ainsi les avantages de la gravure physique (anisotropie) et de la gravure chimique (taux de gravure plus élevé que la gravure au plasma, une forme de sélectivité), mais reste difficile à mettre en œuvre, en particulier dans l'industrie.

## Tableau des espèces chimiques
Le tableau ci-dessous recense les espèces ou substances chimiques utilisées pour les gravures chimiques (gravure chimique humide et gravure par ions réactifs).
| Matériau à graver                       | Gravure humide | RIE                                       |
| --------------------------------------- | --- | ----------------------------------------- |
| Aluminium (Al)                          | - 80 % acide phosphorique (H3PO4) + 5 % acide acétique (éthanoïque) + 5 % acide nitrique (HNO3) + 10 % eau (H2O) à 35-45 °C       | - Cl2, CCl4, SiCl4, BCl3                  |
| Arséniure de gallium (GaAs)             | - Acide chlorhydrique (HCl) - Acide citrique dilué (C6H8O7 : H2O, 1 : 1 ) + Peroxyde d'hydrogène (eau oxygénée - H2O2)+ eau (H2O) | - Cl2, CCl4, SiCl4, BCl3, CCl2F2          |
| Oxyde d'indium-étain [ITO] (In2O3:SnO2) | - acide chlorhydrique (HCl) + acide nitrique (HNO3) + eau (H2O) (1:0.1:1) à 40 °C                                                 |                                           |
| Chrome (Cr)                             | - "Chrome Etch": Nitrate de cérium et d'ammonium ((NH4)2Ce(NO3)6) + acide nitrique (HNO3) - Acide chlorhydrique (HCl)             | - Cl2                                     |
| Molybdène (Mo)                          | - CF4 |                                           |
| Or (Au)                                 | Eau régale |                                           |
| Platine (Pt)                            | Eau régale |                                           |
| Résidus organique et photorésist        | - Gravure « piranha »: acide sulfurique (H2SO4) + Peroxyde d'hydrogène (eau oxygénée - H2O2)                                      | - O2 (« Plasma ashing »)                  |
| Silicium (Si)                           | - Acide nitrique (HNO3) + acide fluorhydrique (HF)                                                                                | - CF4, SF6, SiF4, BCl3, NF3 - Cl2, CCl2F2 |
| Dioxyde de silicium (SiO2)              | - Acide fluorhydrique (HF) - « Buffered oxide etch » [BOE]: fluorure d'ammonium (NH4F) et acide fluorhydrique (HF)                | - CF4, CH3F, SF6, NF3                     |
| Nitrure de silicium (Si3N4)             | - 85 % acide phosphorique (H3PO4) à 180 °C (note: nécessite un masque de SiO2)                                                    | - CF4, SF6, NF3                           |
| Tantale (Ta)                            | | - CF4                                     |
| Titane (Ti)                             | HF | - BCl3                                    |
| Nitrure de titane (TiN)                 | - Acide nitrique (HNO3) + Acide fluorhydrique (HF) - SC1 - HF tamponné (bHF)                                                      |                                           |
| Tungstène (W)                           | | - CF4 - SF6                               |

## Évolution de la finesse de gravure
Les technologies de gravure sont déterminantes pour la miniaturisation des composants électroniques. En 2000, le Pentium 4 affichait une finesse de gravure de 0,18 micromètre. En 2017 la finesse tourne autour de 10 nm et 4 nm est envisagé pour les années 2020.